# Ryōko Hirosue
Ryōko Hirosue (広末 涼子, Hirosue Ryōko), nacida el 18 de julio de 1980, en Kōchi, Japón, es una actriz, cantante e ídolo japonesa de los años noventa.

## Biografía
Debuta en 1996. Es conocida en occidente por haber encarnado el papel de Yumi (la hija de Hubert, interpretado por Jean Reno) en la película Wasabi para lo que tuvo que aprender la fonética francesa y actuar sin doblaje. Para las réplicas en francés, Ryōko Hirosue aprendió los textos de memoria gracias a los minidisc que el director Luc Besson le había preparado. También trabajó en Okuribito de Yōjirō Takita, ganadora del premio Óscar a la mejor película en lengua extranjera. Se casó en 2004 con el dibujante Takahiro Okazawa, con quien tuvo un hijo en abril de 2004, y de quien se divorció en marzo de 2008.

## Discografía
Álbumes
- Arigato (19/11/1997)
- Winter Gift 98 (31/10/1998, miniálbum)
- Private (17/01/1999)

Compilations, live
- RH Debut Tour 1999 (7/1/1999, live)
- RH Singles &... (11/1/1999)
- Super Idol Series (Fukada Kyoko vs Hirosue Ryoko) (6/1/2000)
- RH Remix (8/29/2001)
- Hirosue Ryoko Perfect Collection (2/27/2002)

## Filmografía
Cine
- 1997: 20th Century Nostalgia (20-seiki nosutarujia), de Masato Hara.
- 1999: Railroad Man (Poppoya), de Yasuo Furuhata.
- 1999: Himitsu, de Yōjirō Takita.
- 2000: Zawa-zawa Shimokita-sawa, de Jun Ichikawa.
- 2001: Wasabi, de Luc Besson.
- 2002: Jam Films, de Shunji Iwai (parte Arita).
- 2003: Collage of Our Life, de Yukihiko Tsutsumi.
- 2004: Hana and Alice (Hana to Alice), de Shunji Iwai.
- 2008: Okuribito, de Yōjirō Takita.
- 2009: Goemon, de Kazuaki Kiriya.

Series televisivas
- 1996: Shouta no sushi, de Yūichi Satō.
- 1996: Long Vacation, de Kozo Nagayama, Masayuki Suzuki y Yūji Usui.
- 1997: Sōri to yobanai de.
- 1997: Beach Boys, de Reiko Ishizaka y Kensaku Sawada.
- 1998: When the Saints Go Marching In  (Seija no kōshin), de Ken Yoshida.
- 1999: Lipstick, de Kōzō Nagayama y Kensaku Sawada.
- 2000: Summer snow, de Tamaki Endou, Shunichi Hirano y Hiroshi Matsubara.
- 2000: Oyajii, de Osamu Katayama y Akio Yoshida.
- 2001: Dekichatta kekkon, de Hideki Takeuchi.
- 2002: Ai nante iranee yo, natsu, de Natsuki Imai, Hiroshi Matsubara y Yukihiko Tsutsumi.
- 2003: Moto kare
- 2008: Yasuko to Kenji

Telefilms
- 1997: Boku ga boku de aru tameni
- 1997: Beach Boys Special
- 1997: Odoru daisosasen - Nenmatsu tokubetsu keikai Special, de Katsuyuki Motohiro.